# Eihandgranate 39
A Eihandgranate 39 (granada de mão de ovo) foi uma granada de mão de fragmentação alemã introduzida em 1939 e produzida até o final da Segunda Guerra Mundial.

## Descrição
As Eihandgranate foram emitidas para a Fallschirmjäger desde o início até o fim da guerra. A granada usava o mesmo conjunto de fusíveis (o BZE 39) que a Modelo 43 Stielhandgranate ("granada de vara"), que era parafusado na parte superior do corpo de chapa metálica.
Para ativar, a espoleta em forma de cúpula era desparafusada e puxada com um cordão enrolado que é puxado antes de ser lançado. A cor da espoleta indicava o tempo de queima do tipo de fusível instalado. Normalmente, um atraso de cerca de quatro segundos era usado. Também pode ser usado no lugar da espoleta de rosca inferior nas granadas "Stielhandgranate".
Se fosse usada como uma armadilha fixa, um fusível instantâneo ou de um segundo seria instalado. Às vezes, esse estilo de granada era descartado à vista do inimigo para uso, principalmente na Frente Oriental e na Frente Ocidental. Elas foram usadas na França como parte dos aspargos de Erwin Rommel. Obstáculos, como postes de madeira, eram usados para dificultar pousos aéreos, o que poderia rasgar as asas dos planadores e matar os soldados lá dentro, já que esses postes eram conectados com fios a essas granadas ou minas-S (Bouncing Betty) contra os pára-quedistas.
Mais tarde, na Itália, foram usadas como armadilhas para retardar os avanços aliados na península italiana, em emboscadas ou em combates de rua e como armadilhas para os guerrilheiros italianos quando atacavam suprimentos alemães e esconderijos de armas. Outro tipo de armadilha era conectar uma granada de pavio curto ao batente de uma porta de um prédio abandonado com o cordão preso à porta. Quando a porta fosse arrombada pelas tropas adversárias, a granada detonaria bem próximo ao inimigo.
A versão ofensiva de alto explosivo da granada usava um pequeno enchimento de Donarit, que era considerado extremamente ineficaz em comparação com os modelos de granadas de bastão padrão: grandes quantidades dessas granadas seriam lançadas em um curto espaço de tempo ou de uma só vez para obter o efeito desejado.
A versão de fragmentação defensiva da granada tinha uma manga de fragmentação enrolada no exterior da granada, que se transformaria em estilhaços de alta velocidade quando a granada explodisse, dando-lhe um alcance maior e maior capacidade de dano ao inimigo.

### Códigos de cores da espoleta
- Vermelho – atraso de 1 segundo (para fumaça colorida, mas também armadilha)
- Azul – 4,5 segundos (edição padrão)
- Amarelo – 7,5 segundos (usado no Hafthohladung 3 – carga de formato magnético)
- Cinza – Sem atraso (usado para trabalhos de demolição ou como armadilha)

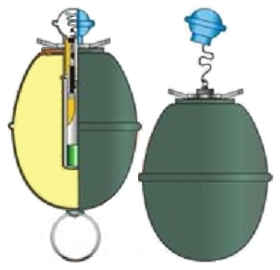
Diagrama

## Literatura
- Terry Gander, Peter Chamberlain: Encyclopedia of German Weapons 1939–1945. 2nd Release, Special edition. Motorbuchverlag, Stuttgart 2006, ISBN 3-613-02481-0.
- D. Mitev, Bulgarian and German hand grenades – history, development, contemporary state, Vol. 1, 216 pages, ISBN 978-954-629-012-0, Sofia, 2008